# 皇室婚礼

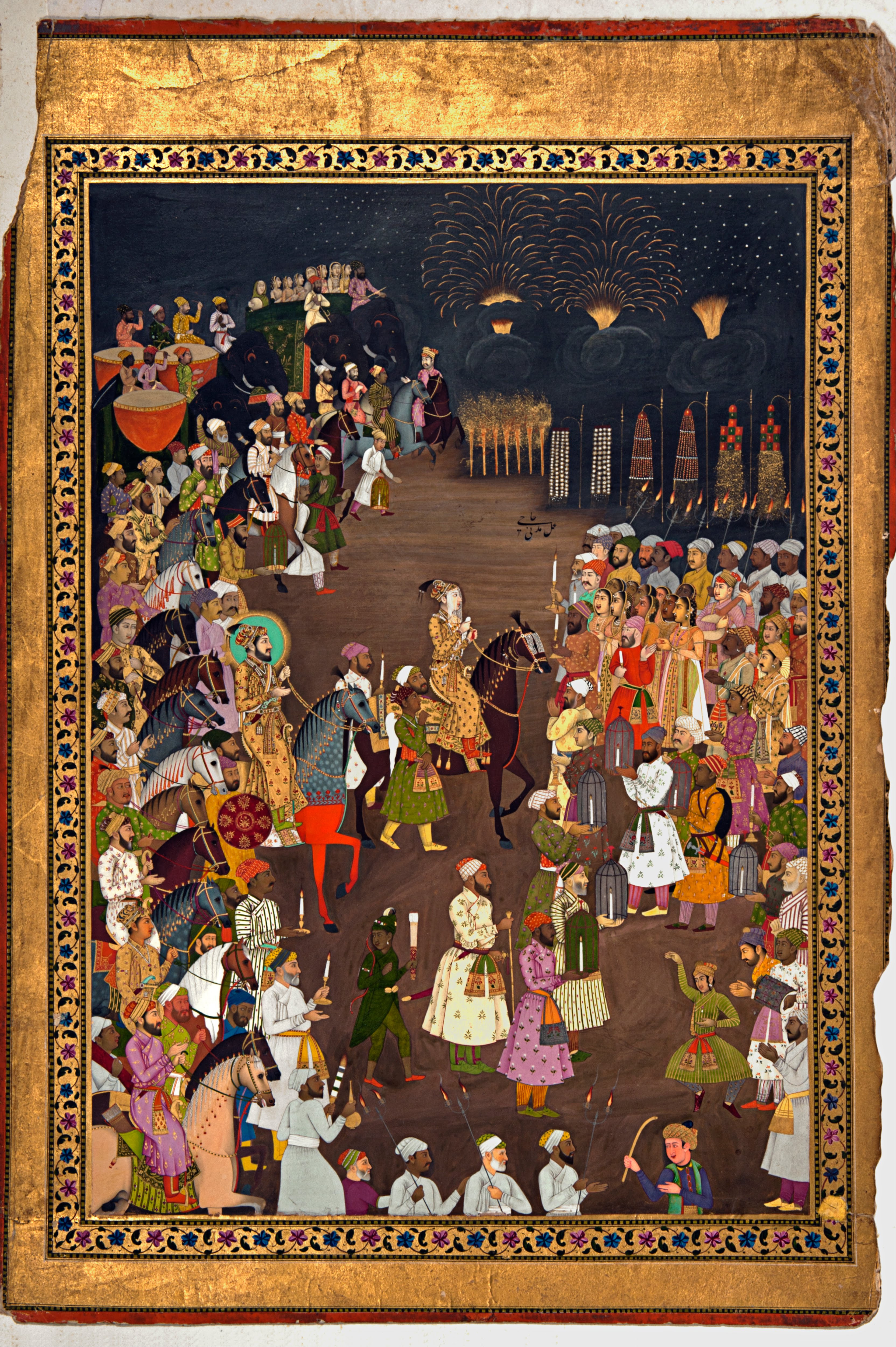
沙贾汗参加其长子达拉·希科的婚礼。

皇室婚礼或称王室婚礼，是指为君主或皇（王）室成员举行的婚礼。婚礼程序、花费依各国不同国情而定，君主和储君的婚礼通常被视为国家大事，会收到来自国内外的极大关注，外國政要常會蒞臨舉辦皇室婚禮的國家向新人祝賀。而在君主专制体制下，君主婚礼通常花费巨大，程序冗长。以中国清代同治帝婚礼为例，清廷在婚礼开始前三年既已开始准备，并举一国之财力筹办婚礼。

## 中国
在中国，皇帝本人的婚礼称为大婚。在举行皇室婚礼期间，皇帝常頒布詔令，大赦天下。皇太子、親王等迎娶嫡妻的婚禮亦不得稱為大婚，大多是待繼承皇位後下旨冊封嫡妻為皇后。而皇帝的妾侍不會有婚禮，但皇帝可以授予她們嬪妃的身分。

### 清朝
包括末代皇帝溥仪在内的举行过大婚典礼的五位清帝皆是幼年继位。册立皇后，完成大婚典礼，意味着他们已成年。其中，康熙帝、同治帝、光绪帝皆是在大婚后亲政。

## 欧洲
在歐洲，皇室成員或貴族聯姻的婚禮即可定義為皇室婚禮。

### 英國
- 伊丽莎白·斯图亚特公主和普法爾茨的腓特烈五世婚禮（英语：Wedding of Princess Elizabeth and Frederick V of the Palatinate）
- 維多利亞女王和阿尔伯特亲王的婚禮（英语：Wedding of Queen Victoria and Prince Albert of Saxe-Coburg and Gotha）
- 約克公爵喬治王子和特克的瑪麗公主的婚禮（英语：Wedding of Prince George, Duke of York, and Princess Mary of Teck）
- 約克公爵阿爾伯特王子和伊莉莎白·鮑斯-雷昂女爵的婚禮（英语：Wedding of Prince Albert, Duke of York, and Lady Elizabeth Bowes-Lyon）
- 肯特公爵喬治王子和希臘的瑪麗娜公主的婚禮（英语：Wedding of Prince George, Duke of Kent, and Princess Marina of Greece and Denmark）
- 伊莉莎白公主與菲利普·蒙巴頓的婚禮

### 瑞典
- 古斯塔夫二世·阿道夫和勃兰登堡的玛利亚·伊丽欧诺拉王后的婚禮（英语：Wedding of Gustav II Adolf and Maria Eleonora）
- 古斯塔夫三世和丹麥的索菲亞·瑪格達列娜王后的婚禮（英语：Wedding of Gustav III and Sophia Magdalena）

### 葡萄牙與西班牙
- 1729年交換公主事件（英语：Exchange of the Princesses (1729)）

### 奧地利
- 弗朗茨·约瑟夫一世和伊丽莎白皇后的婚禮（法语：Mariage de l'empereur François-Joseph d'Autriche et de la duchesse Élisabeth en Bavière）

### 俄羅斯
- 尼古拉二世和亞歷山德拉·費奧多蘿芙娜皇后的婚禮（英语：Wedding of Nicholas II and Alexandra Feodorovna）

## 现代王室婚礼

### 摩納哥
- 摩納哥親王蘭尼埃三世和格蕾絲·凱利的婚禮（英语：Wedding of Rainier III, Prince of Monaco, and Grace Kelly）
- 摩納哥親王阿爾貝二世和夏琳·維斯托克的婚禮（英语：Wedding of Albert II, Prince of Monaco, and Charlene Wittstock）

### 西班牙
- 菲利普王子與萊蒂西亞·奧爾蒂斯的婚禮（英语：Wedding of Prince Felipe and Letizia Ortiz）

### 瑞典
- 卡爾十六世·古斯塔夫和希爾維亞·索梅爾拉特的婚禮（英语：Wedding of Carl XVI Gustaf and Silvia Sommerlath）
- 維多利亞女王儲和丹尼爾·韋斯特林的婚禮（英语：Wedding of Victoria, Crown Princess of Sweden, and Daniel Westling）
- 卡爾·菲利普王子與蘇菲亞·赫爾克維斯的婚禮（英语：Wedding of Prince Carl Philip and Sofia Hellqvist）

### 英國
- 查爾斯王子與戴安娜·斯賓塞女爵的婚禮（英语：Wedding of Prince Charles and Lady Diana Spencer）
- 威廉王子与凯特·米德尔顿的婚礼
- 哈里王子与梅根·马克尔的婚礼